# Petar Jelić
Petar Jelić (Modriča, Bosnia y Herzegovina, 18 de octubre de 1986), futbolista bosnio. Juega de delantero y su actual equipo es el FC Volga Nizhny Novgorod de la Meridijan Superliga de Serbia.

## Selección nacional
Ha sido internacional con la Selección de fútbol de Bosnia y Herzegovina, ha jugado 2 partidos internacionales.

## Clubes
| Club                     | País                 | Año       |
| ------------------------ | -------------------- | --------- |
| FK Modriča               | Bosnia y Herzegovina | 2005-2006 |
| FC Carl Zeiss Jena       | Alemania             | 2006      |
| FC Nürnberg              | Alemania             | 2007      |
| OFK Belgrado             | Serbia               | 2007-2010 |
| FC Volga Nizhny Novgorod | Rusia                | 2010-     |

- Datos: Q1358800